# Celina Jaitley
Celina Jaitley (hindi: सेलीना जेटली, punjabi: ਸੇਲੀਨਾ ਜੇਟਲੀ), född den 24 november 1981, är en indisk Bollywood-skådespelerska och före detta Femina Miss India (år 2001). Hon är född i Kabul, Afghanistan. Hennes pappa är punjabhindu och hennes mamma är afghanhindu.